# Banjski Dol
Banjski Dol (en serbe cyrillique : Бањски Дол) est un village de Serbie situé dans la municipalité de Dimitrovgrad, district de Pirot. Au recensement de 2011, il comptait 7 habitants.

## Démographie
| 1948 | 1953 | 1961 | 1971 | 1981 | 1991 | 2002 | 2011 |
| ---- | ---- | ---- | ---- | ---- | ---- | ---- | ---- |
| 402  | 367  | 282  | 148  | 79   | 45   | 19   | 7    |

|  |